# 1522 az irodalomban
Az 1522. év az irodalomban.

## Új művek
- Megjelenik nyomtatásban Luther Márton Újszövetség-fordítása görögből (Rotterdami Erasmus második, 1519-es kiadású görög szövegéből) kora-újfelnémet (frühneuhochdeutsch) nyelvre.

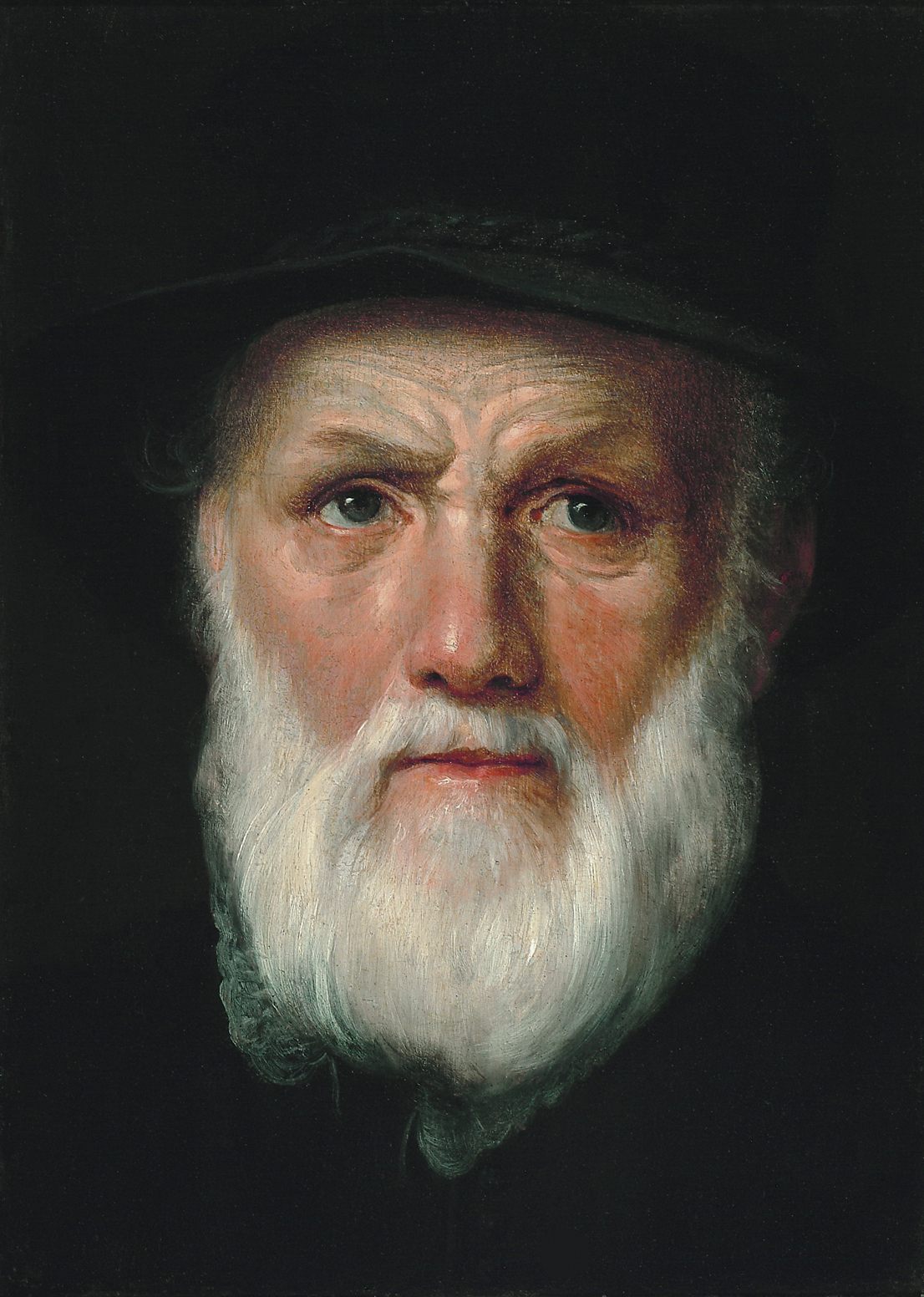
Dirck Coornhert

## Születések
- 1522 körül – Joachim du Bellay francia költő, a Pléiade irodalmi csoport tagja († 1560)
- 1522 – Dirck Coornhert németalföldi teológus, filozófus, költő, fordító († 1590)

## Halálozások
- június 30. – Johannes Reuchlin német filozófus, író, a német humanizmus egyik legtekintélyesebb alakja (* 1455)
- szeptember – Gavin Douglas skót püspök, költő, Vergilius Aeneis-ének fordítója (* 1475)[1]